# Pankratij (Žerděv)
Pankratij (světským jménem: Vladislav Petrovič Žerděv; * 21. července 1955, Molotov) je ruský duchovní Ruské pravoslavné církve, biskup troický a vikář patriarchy moskevského a celé Rusi.

## Život
Narodil se 21. července 1955 v Molotově.
Roku 1980 dokončil studium na oddělení architektury Permské stavitelské školy a poté se s rodinou přestěhoval do Dušanbe v Tádžikistánu. Zde pokračoval ve studiu na fakultě architektury Tádžikistánského polytechnického institutu. Po studiu začal pracovat jako výtvarník v nakladatelství.
Roku 1986 nastoupil na Moskevský duchovní seminář a na podzim téhož roku byl přijat do Trojicko-sergijevské lávry.
Dne 3. července 1987 byl postřižen na monacha a přijal mnišské jméno Pankratij na počest svatého Pankratije Pečerského.
Dne 18. července 1987 byl rukopoložen na hierodiakona a 8. června 1988 na jeromonacha.
Byl asistentem ekonoma a poté ekonom lávry či dohlížel na obnově vydavatelské činnosti lávry.
Dne 18. července 1988 byl povýšen na igumena a 4. května 1990 na archimandritu.
Dne 18. ledna 1993 byl jmenován představeným Valaamského monastýru.
Po převzetí funkce ve Valaamu se počet bratří v monastýru zvedl a bylo zřízeno šest podvorjí monastýru. Pokračoval ve zvelebování monastýru a zřizování dalších mnišských příbytků.
Dne 20. dubna 2005 jej Svatý synod zvolil biskupem troickým a vikářem moskevské eparchie. Dne 1. června 2005 byl oficiálně jmenován biskupem a druhého dne proběhla v chrámu Zjevení Páně v Moskvě jeho biskupská chirotonie. Světiteli byli patriarcha moskevský Alexij II., metropolita minský a slucký Filaret (Vachromejev), metropolita krutický a kolomenský Juvenalij (Pojarkov), metropolita kalužský a borovský Kliment (Kapalin), arcibiskup istrijský Arsenij (Jepifanov), arcibiskup vladimirský a suzdalský Jevlogij (Smirnov), arcibiskup verejský Jevgenij (Rešetnikov), arcibiskup orechovo-zujevský Alexij (Frolov), arcibiskup chabarovský a priamurský Mark (Tužikov), biskup krasnogorský Sava (Volkov), biskup dmitrovský Alexandr (Timofejev), biskup sergijevoposadský Feognost (Guzikov), biskup nižněnovgorodský a arzamaský Georgij (Danilov), biskup ljuberecký Veniamin (Zaryckyj) a jegorjevský Mark (Golovkov).
Dne 22. března 2011 byl jmenován předsedou Synodní komise pro kanonizaci svatých a 11. října 2023 Synodní komise pro ikonopis.